# Damian McGinty
Damian Joseph McGinty Jr. (* 9. September 1992 in Derry, Nordirland) ist ein nordirischer Schauspieler und Sänger.

## Leben
Seine Heimatstadt ist Derry, Nordirland. Er hat die Casting-Show „The Glee Project“ gewonnen und damit mehrere Auftritte in der Serie Glee. Seine Eltern dachten, es wäre eine gute Idee für ihn, eine Karaokebar in einem örtlichen Lokal zu besuchen und dort zu singen. Nachdem er dort sang, sagte jemand zu ihm, er sollte für die Celtic Thunder vorsingen. Nach dem Auswahlverfahren und dem Vorsingen schaffte er es bei ihnen aufgenommen zu werden – er tourt nun bei einer mehrjährigen Pause mit der irischen Band, seit er 14 Jahre alt ist.
2011 nahm er an der Show Glee Project teil, welche er zusammen mit Samuel Larsen gewann und durfte dafür in sieben Episoden bei Glee mitspielen.
In der vierten Folge von Staffel 3 war sein erster Auftritt in Glee. Er spielt Rory Flanagan, einen Austauschschüler aus Irland, der bei der Familie von Brittany wohnt.

## Filmografie
Als er selbst:
- 2009: Celtic Thunder: Take Me Home
- 2011: The Glee Project

Als Schauspieler:
- 2008: Celtic Thunder: The Show
- 2010: Celtic Thunder: It’s Entertainment
- seit 2011: Glee